# Mägestiku
Mägestiku ist ein Dorf (estnisch küla) in der estnischen Landgemeinde Otepää (bis 2017 Puka) im Kreis Valga. Mägestiku hat 30 Einwohner (Stand 31. Dezember 2021).

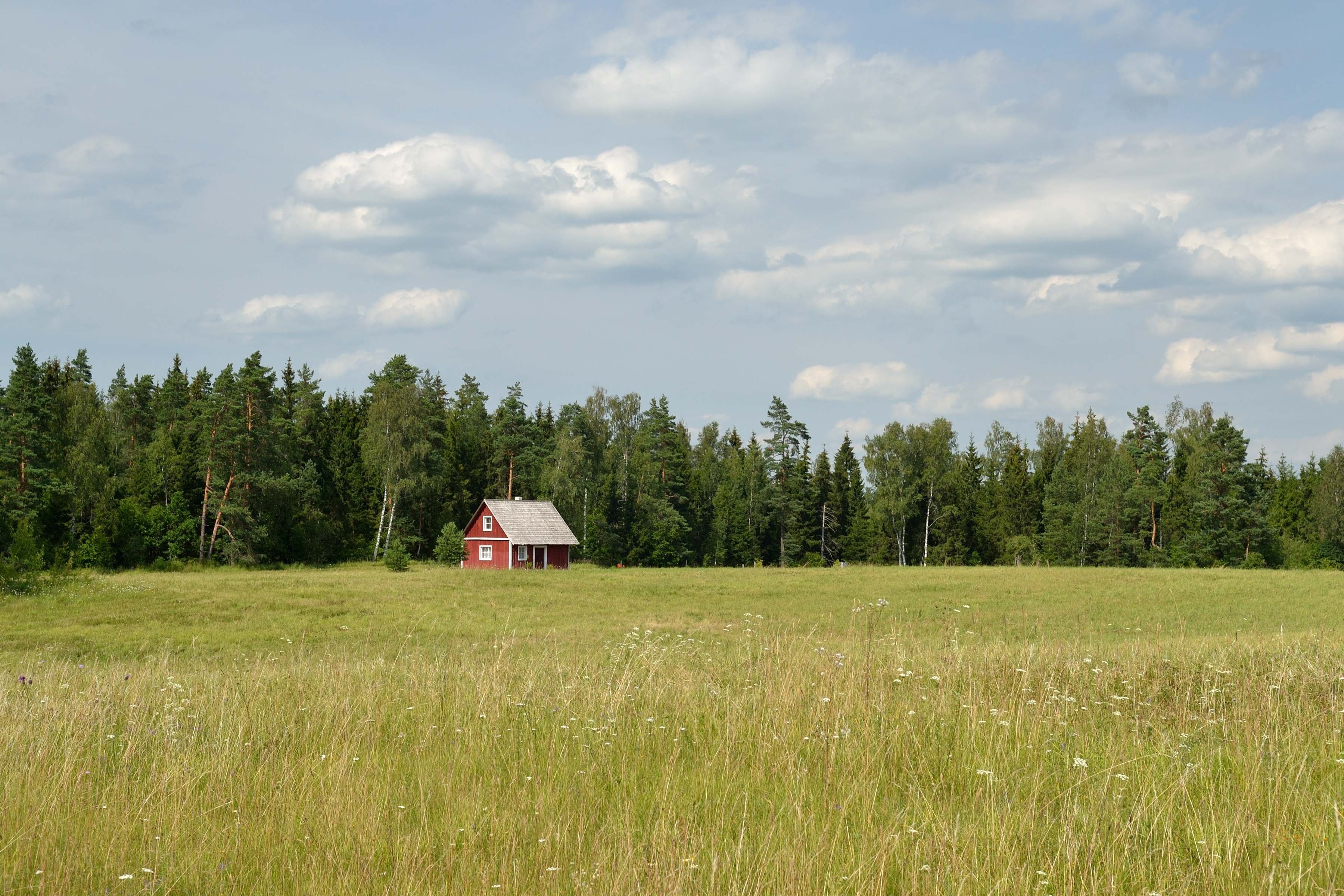
Das Dorf Mägestiku